# Поморцево (Пермский край)
Поморцево — деревня в Добрянском районе Пермского края. Входит в состав Перемского сельского поселения.

## Географическое положение
Деревня расположена в нижнем течении реки Косьва, недалеко от места впадения её в Косьвинский залив Камского водохранилища, к северо-западу от административного центра поселения, села Перемское. Фактически является юго-восточным продолжением деревни Крутиково.

## Население
| 2010 |
| ---- |
| 21   |

## Топографические карты
- Лист карты O-40-42 Чёлва. Масштаб: 1 : 100 000. Состояние местности на 1982 год. Издание 1988 г.